# Renato Treves
Renato Treves (Turín, 6 de noviembre de 1907 - Milán, 31 de mayo de 1992) fue un sociólogo del derecho y filósofo italiano.
Fue promotor del llamado socialismo liberal. Obtuvo el doctorado honoris causa de la universidad Carlos III de Madrid y Pandios de Atenas.
Fue uno de los promotores de la fundación del Instituto Internacional de Sociología Jurídica de Oñate (España).

## Biografía
Realizó los estudios medios en el Liceo M.D. Azeglio y luego en la facultad de derecho de la Universidad de Turín, donde entró en contacto -entre otros- con Norberto Bobbio, Vittorio Foa, Alessandro Passerin D'Entrèves y simpatiza con el grupo Giustizia e Libertà (trad. “Justicia y libertad”) abrazando los principios del socialismo liberal. 
Se doctoró bajo la guía de Gioele Solari con una tesis sobre Henri de Saint-Simon y tras conseguir la libre enseñanza, fue profesor primero en la Universidad de Mesina, donde fue arrestado por sospechas de actividad anti-fascista pero fue inmediatamente liberado. Se trasladó a la Universidad de Urbino aunque en el año 1938 fue excluido de la docencia por su condición de hebreo. Ese año se traslada primero a Montevideo, después a Argentina. Allí se casó con Fiametta Lattes, mujer de la que tuvo tres hijos (Tullio, Aldo y Anna) y enseñó filosofía del derecho y sociología en la Universidad de Tucumán hasta el año 1947. Tras volver a Italia y obtener de nuevo la cátedra en la Universidad de Parma, se trasladó a la Universidad de Milán donde enseñó filosofía del derecho y sociología. 
Fue protagonista del renacimiento de la sociología en Italia tras la guerra, cooperó activamente en el Centro nacional de prevención y defensa social y, con su secretario general Adolfo Beria di Argentine, coordinó una vasta investigación sobre La administración de la justicia y la sociedad italiana en transformación que publicó entre 1967 y 1976 12 volúmenes de diversos autores. En el año 1962 promovió con William M. Evan y Adam Podgórecki la constitución del Research Committee on Sociology of Law de la Sociedad internacional de sociología. Presidió este comité hasta el año 1974 haciéndose promotor activo, tanto en su patria como en el exterior, sobre todo en España, de la sociología del derecho. 
Ese mismo año fundó la revista italiana de la disciplina. Enseñó en Milán hasta su retiro el año 1983. En 1989 fue promotor del International Institute for the Sociology of Law di Oñate (Guipúzcoa, España).

## Pensamiento
Renato Treves defendió una posición filosófica relativista y prospectivismo, influenciado por autores como Karl Mannheim, José Ortega y Gasset, Charles Wright Mills y Hans Kelsen. De este último introdujo en Italia la Doctrina pura del derecho. Fuera del dogmatismo y promotor de una concepción crítica de la ciencia, rechazó toda visión metafísica del derecho en favor de una visión metodológica que le lleva a la sociología del derecho, entendida como ciencia prevalentemente empírica, inspirada en valores como los de la libertad y la justicia social.

## Obras principales
- Il diritto come relazione, Turín, 1934
- Sociología y filosofía social, Buenos Aires, 1941
- Benedetto Croce, filósofo de la libertad, Buenos Aires, 1943
- Diritto e cultura, Turín, 1947
- Spirito critico e spirito dogmatico, Milán, 1954
- Libertà politica e verità, Milano, 1962
- Giustizia e giudici nella società italiana, Bari, 1972
- Introduzione alla sociologia del diritto, Turín, 1977
- Sociologia del diritto. Origini, ricerche, problemi, Turín, 1987
- Sociologia e socialismo. Ricordi e incontri, Turín, 1990.